# Angkhana Neelaphaijit
Angkhana Neelaphaijit (en tailandés: อังคณา นีละไพจิตร; rtgs: Angkhana Nilaphaichit: Angkhana Nilaphaichit), nacida como Angkhana Wongrachen (อังคณา วงศ์ราเชนทร์), es un activista de derechos humanos tailandesa y la esposa del desaparecido abogado de derechos humanos Somchai Neelaphaijit. Amnistía Internacional la describió como "una destacada defensora de los derechos humanos en el sur de Tailandia".

## La desaparición del marido
En torno al año 2000, Tailandia del sur padeció una ola de malestar, incluyendo una insurgencia separatista étnica. En 2003, cuatro musulmanes tailandeses—Waemahadi Wae-dao, un doctor; Maisuru Haji Abdulloh, el dueño de una escuela; su hijo, Muyahid; un obrero manual, Samarn Wae-kaji— fueron arrestados y acusados de planear bombardeos para la organización islámica militante Jemaah Islamiya. El marido de Angkhana, Somchai, fue responsable de su defensa y acusó a las fuerzas de seguridad del Estado de haber abusado y torturado a los hombres detenidos. Según Angkhana, posteriormente él denunció acoso y amenazas por parte de la policía. El 24 de marzo de 2004, un grupo de hombres se llevaron a Somchai cuando salía de un hotel en un suburbio de Bangkok y lo obligaron a subir a un vehículo, se desconoce su paradero actual.

## Investigación y juicio
Angkhana emprendió una acción judicial contra los agentes de policía que supuestamente eran responsables de la desaparición de su marido, pero estaba frustrada por lo que percibía como un encubrimiento del gobierno. Los oficiales de policía se negaron a compartir los registros relevantes con ella, alegando seguridad nacional, llevando al New York Times a describir la verdad como "escondida detrás de un muro de oscuridad oficial". Angkhana también denunció hostigamiento policial y amenazas anónimas, recordando las que supuestamente se enviaron a su marido antes de su desaparición. Finalmente presentó una queja junto con las Naciones Unidas, en la que declaró, "no vemos ninguna buena voluntad genuina por parte de las autoridades".
En 2006, el primer ministro tailandés Thaksin Shinawatra declaró que Somchai Neelaphaijit estaba muerto y podría haber sido asesinado por fuerzas de seguridad estatales. El 12 de enero de 2006, un policía fue encarcelado por haber "detenido ilegalmente" a Somchai, pero otros cuatro fueron absueltos. Angkhana y varios grupos internacionales de derechos humanos "denunciaron el veredicto".
El 2 de agosto de 2009, se localizaron fragmentos óseos en el río Mae Klong que se cree que pertenecieron a Somchai. En septiembre de 2010, más de seis años después de la desaparición de su marido, Angkhana dijo a los periodistas: "No he renunciado a mis esfuerzos por pedir justicia para mi marido... No importa qué partido controle el gobierno, le pido que ayude a investigar el caso".
El 17 de marzo de 2011, después de varios aplazamientos, un tribunal de apelación tailandés absolvió a Ngern Thongsuk, el único acusado condenado en el caso, diciendo que no se había determinado de manera concluyente si Somchai había muerto. Tras el veredicto, Angkhana dijo a los periodistas que "seguiría luchando por la justicia y llevaría el caso al Tribunal Supremo". La Comisión Asiática de Derechos Humanos condenó el veredicto y renovó los requerimientos para que la policía investigue las continuas amenazas contra Angkhana y su familia.

## Trabajo actual y reconocimiento
En la actualidad, Angkhana preside el Grupo de Trabajo sobre Justicia por la Paz y sigue investigando las denuncias de abusos policiales en el sur de Tailandia. Amnistía Internacional y Front Line Defenders informan de que su seguridad sigue estando amenazada, y en 2009, su coche fue desvalijado, robando documentos relacionados con uno de sus casos.
En 2006, Angkhana, junto con Malalai Joya de Afganistán, ganó el Premio Gwangju para los Derechos Humanos, que honra a "individuos, grupos o instituciones en Corea y en el extranjero que hayan contribuido a promover y hacer progresar los derechos humanos, la democracia y la paz a través de su trabajo". El premio mencionaba sus "implacables" esfuerzos por hacer justicia y sus "incansables" críticas a las autoridades gubernamentales. El 11 de marzo del mismo año, recibió el Premio al Defensor Asiático de los Derechos Humanos, en nombre de su marido, de la Comisión Asiática de Derechos Humanos; el comunicado de prensa del premio también elogiaba su "papel como portavoz clara y valiente de las familias de las personas desaparecidas en Tailandia".
En 2011, el documental "UNJUST" de Josefina Bergsten, que destaca la historia de Angkhana, recibió un Premio Especial del Jurado en el Festival de Cine Movies that Matter (Películas que importan) de La Haya.